# Gare de Manternach
La gare de Manternach est une gare ferroviaire luxembourgeoise de la ligne 3, de Luxembourg à Wasserbillig-frontière, située sur le territoire de la commune de Manternach, dans le canton de Grevenmacher.
Elle est mise en service en 1900 par la Direction générale impériale des chemins de fer d'Alsace-Lorraine, l'exploitant des lignes de la Société royale grand-ducale des chemins de fer Guillaume-Luxembourg. C'est une halte ferroviaire de la Société nationale des chemins de fer luxembourgeois (CFL), desservie par des trains Regionalbunn (RB) uniquement.

## Situation ferroviaire
Établie à 196 mètres d'altitude, la gare de Manternach est située au point kilométrique (PK) 30,594 de la ligne 3, de Luxembourg à Wasserbillig-frontière, entre les gares de Wecker et de Mertert.

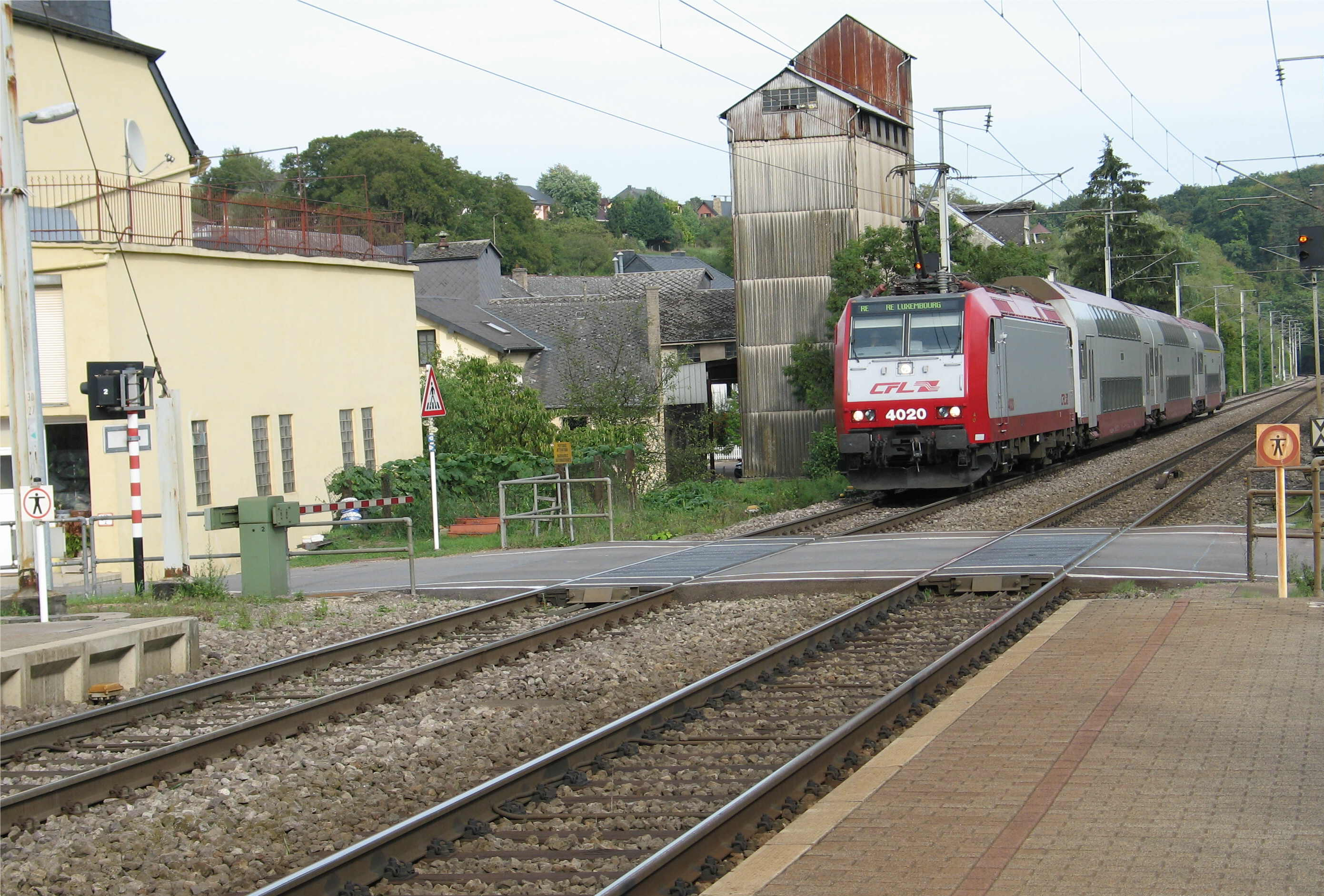
Arrivée d'un train.

## Histoire
Le halte de Manternach est mis en service le 15 mai 1900 par la Direction générale impériale des chemins de fer d'Alsace-Lorraine, l'exploitant (1871-1919) des lignes de la Société royale grand-ducale des chemins de fer Guillaume-Luxembourg.

## Service des voyageurs

### Accueil
Halte CFL, c'est un point d'arrêt non géré (PANG) à accès libre. Elle dispose de deux abris et d'un automate pour l'achat de titres de transport. Le passage à niveau permet aux voyageurs de changer de quai.

### Desserte
Manternach est desservie par des trains Regionalbunn (RB) qui exécutent les relations suivantes, :
- Luxembourg - Wasserbillig - Trèves-Hbf.

### Intermodalité
Un parc pour les vélos (7 places) et un parking pour les véhicules (19 places) y sont aménagés. La gare est desservie par la ligne 273 du Régime général des transports routiers et, la nuit, par la ligne Nightlifebus Biwer - Manternach du service « Nightbus ».